# Petalax baptistförsamling
Petalax baptistförsamling (fd. Åmossa baptistförsamling) är en baptistförsamling i Malax i Österbotten i Finland. Församlingen grundades den 26 september 1882 med Erik Jansson som föreståndare. Församlingens kapellet invigdes 1884.

## Föreståndare
- 1882–1902: Erik Jansson
- 1902–1911: J. Ågren
- 1911–1916: I. P. Isaksson
- 1916–1918: Herman Asp
- 1918–1919: J. P. Isaksson
- 1919–1922: Herman Asp
- 1922–1925: Gustav Jansson
- 1925–1927: E. Sten
- 1927–1928: A. Söderback
- 1928–1930: Herman Asp
- 1931–1933: Gunnar Backman
- 1941–1944: Gustaf Uppgård
- 1954–1956: Anders Nybacka
- 1956–1961: Jakob Gunnar Nylund
- 1962–1965: Reinhold Nylund
- 1965– Rurik Lindqvist